# Issues (groupe)
Pour les articles homonymes, voir Issues.
Issues est un groupe américain de metalcore, originaire d'Atlanta, en Géorgie, actif entre 2012 et 2024. La formation finale du groupe se composait du guitariste et chanteur AJ Rebollo, du bassiste et chanteur Skyler Acord, et du batteur Josh Manuel. Le groupe est connu pour son mélange de metalcore, de nu metal, de pop et de RnB contemporain.
Après le départ des membres originaux Michael Bohn et Tyler Carter de Woe, Is Me, le duo forme Issues avec le claviériste Ben Ferris, le bassiste Cory Ferris, le guitariste AJ Rebollo et le batteur Case Snedecor, signant par la suite chez Rise Records. Les frères Ferris quittent le groupe avant la sortie de l'EP Black Diamonds, en 2012. Snedecor quitte le groupe en 2013 et est remplacé par le batteur Josh Manuel, tandis que Ben et Cory Ferris sont remplacés par le claviériste et DJ Tyler Acord et le bassiste Skyler Acord, respectivement. Le groupe sort son premier album studio éponyme en 2014, qui est salué pour ses breakdowns à base de DJ et son mélange de metalcore et d'electronica, se classant à la neuvième place du Billboard 200 américain. Ils ont sorti leur album de remixes, Diamond Dreams, en novembre 2014. Leur deuxième album studio, Headspace, sort en mai 2016. Le 4 janvier 2018, il est révélé que le groupe avait renvoyé Michael Bohn en raison de son « désir d'aller dans une direction différente »  L'année suivante, le groupe publie son troisième album studio, Beautiful Oblivion, le 4 octobre 2019. En septembre 2020, Tyler Carter est renvoyé du groupe pour de multiples accusations de violence sexuelle. Le groupe reste inactif jusqu'en novembre 2023, date à laquelle il annonce sa séparation après trois concerts d'adieu prévus en janvier 2024.
Issues remporte l'Alternative Press Music Award du groupe de l'année en 2015,, et celui du meilleur bassiste l'année suivante, et tous les membres sont nommés pour sept Alternative Press Music Awards.

## Histoire

### Formation etBlack Fiamond(2012)
Le projet est annoncé pour la première fois par l'ancien chanteur de Woe, Is Me, Tyler Carter, en 2012, déclarant qu'il avait l'intention de créer un groupe avec d'autres anciens membres du groupe, notamment Michael Bohn, Cory Ferris et Ben Ferris. Avant que le groupe ne commence à enregistrer son premier EP, intitulé Black Diamonds, Cory et Ben Ferris ne peuvent assister aux sessions d'enregistrement et quittent finalement le groupe. Ben Ferris quitte le groupe au début du mois de septembre 2012, tandis que Cory Ferris décide de rester avec le groupe jusqu'à ce qu'il annonce son départ en novembre 2012. Skyler Acord joue de la guitare basse sur le premier EP du groupen tandis que son frère Tyler Acord joue des claviers et des platines. Les deux frères Acord sont ensuite invités à rejoindre le groupe après le départ du bassiste Jake Vintson au début de l'année 2013.
Le groupe commence d'abord à tourner en première partie d'Attila sur leur Party with the Devil Tour, aux côtés des groupes Make Me Famous, Ice Nine Kills et Adestria. Leur premier EP, Black Diamonds, sort le 13 novembre 2012. Le single principal de Black Diamonds, intitulé King of Amarillo, sort le 2 octobre 2012, accompagné d'une vidéo des paroles. Le groupe figure sur l'album compilation Punk Goes Pop 5, reprenant Boyfriend, originellement de Justin Bieber,.

### Album éponyme etDiamond Dreams EP(2013–2015)
Le premier album d'Issues en 2013 est un single autonome intitulé Hooligans, sorti le 5 juillet et accompagné d'un clip. En mai, le batteur Case Snedecor quitte le groupe en raison de divergences musicales, mais le mois suivant, son successeur, Josh Manuel, est annoncé comme nouveau batteur du groupe, ce qui en fait le quatrième changement de line-up dans la courte histoire du groupe. Le 19 mai 2013, le groupe participe au Vans Warped Tour.
Le groupe confirme la sortie d'un EP rempli de versions acoustiques des chansons de leur premier EP Black Diamonds, qui est publié plus tard le 18 novembre 2014. Le groupe devait initialement sortir son premier album en novembre, mais il est repoussé à janvier 2014. Il est révélé en décembre que l'album devait être publié le 18 février 2014, ainsi que les détails de l'album et la liste des pistes, révélant qu'il s'agissait d'un album éponyme.
Le 2 novembre, le groupe sort l'album Punk Goes Christmas sur le label Fearless Records, avec la chanson Merry Christmas, Happy Holidays, puis annonce qu'il rejoindra Beartooth en première partie de la tournée britannique de Mice and Men en avril. Le groupe annonce également qu'il rejoindrait Bring Me the Horizon et Of Mice and Men sur leur American Dream Tour à partir de février, avec Letlive et Northlane en première partie. Le groupe confirme également qu'il participerait à l'intégralité du Vans Warped Tour 2014.
Le premier album du groupe, Issues, sort le 18 février 2014. En avril, il est annoncé que le groupe se produiraità l'édition 2014 des Reading and Leeds Festivals. Le groupe joue en première partie du Wembley Arena à Londres le 5 décembre en soutien à Bring Me the Horizon ainsi qu'à Young Guns et Sleepwave. Le groupe sera en tête d'affiche aux États-Unis lors de la tournée Journeys Noise : Thanks for the Invite et sera soutenu par I Killed the Prom Queen, Ghost Town, Marmozets et Nightmares et se déroulera de fin octobre à mi-décembre. Le 17 octobre 2014, le groupe confirme la sortie de son premier EP acoustique, Diamond Dreams, produit et mixé par le groupe lui-même avec Matt Malpass et divers autres membres du personnel. L'EP est officiellement sorti le 17 novembre.

### Headspaceet départ de Bohn (2012–2018)
Le 2 janvier 2015, Issues fait l'objet d'un article sur Alternative Press, dans lequel ils déclarent que l'écriture et la pré-production de leur deuxième album commenceront le 23 janvier. Ty Acord annonce qu'il ne ferait pas de tournée avec Issues en 2015, afin de se concentrer sur son travail de producteur de musique. Cependant, il déclare qu'il serait toujours un membre du groupe en studio, et qu'il coproduirait l'album à venir, intitulé Headspace.
Le batteur Josh Manuel déclare que le groupe était en studio pour écrire leur deuxième album et qu'ils avaient réservé du temps, une fois de plus, avec Kristofer Crummett et Erik Ron en juillet 2015 pour l'enregistrer. En novembre 2015, ils annoncent qu'ils seraient un groupe de cinq personnes, Ty partant pour se concentrer sur la production de musique et ne travaillant avec Issues qu'en tant que collaborateur.
Issues est annoncé comme faisant partie de la programmation du Slam Dunk Festival en novembre 2015.
Le 4 janvier 2018, le groupe confirme le licenciement du chanteur Michael Bohn. Entre les sessions d'enregistrement et la sortie du troisième album studio à venir du groupe, le chanteur Tyler Carter a sorti son premier album studio solo, Moonshine, le 1er février 2019, sur Rise Records.

### Dernier album et séparation (2019–2024)
Le 9 avril 2019, Issues annonce qu'ils avaient terminé les sessions d'enregistrement et le suivi de leur troisième album studio à venir. Dans une déclaration du guitariste basse Skyler Acord, il déclare : « Nous avons terminé notre album hier, presque deux ans jour pour jour après la première session d'écriture. Cela a failli nous tuer (littéralement) à plus d'un titre, mais le bon art naît du conflit. J'ai hâte que vous entendiez ce que nous avons vécu, tissé dans la musique dont nous sommes tous si fiers. » Le même jour, le groupe confirme qu'il sortirait un nouveau single « bientôt ». Avant l'annonce de l'album ou la tournée promotionnelle, le groupe devait tourner en première partie de la tournée américaine Trauma du groupe de metalcore américain I Prevail, du 24 avril au 9 août 2019 En prenant des sondages en ligne sur Instagram sur ce que devrait être la setlist pour la tournée à venir, il est annoncé que le premier single de l'album à venir sortirait le 3 mai 2019 et s'intitulerait Tapping Out. Le 11 août, il est annoncé que l'album s'intitulerait Beautiful Oblivion et sortirait le 4 octobre.
Le 1er septembre 2020, le groupe annonce que le membre fondateur et chanteur Tyler Carter est renvoyé du groupe en raison d'accusations de violence sexuelle. À la suite du départ de Carter du groupe, les trois membres restants sortent un album de pistes instrumentales de Beautiful Oblivion le 20 novembre 2020. Au cours des années suivantes, le bassiste et chanteur Skyler Acord commence à travailler avec le duo musical américain Twenty One Pilots, le batteur Josh Manuel commence à travailler avec le chanteur américain de country Kane Brown et le guitariste et chanteur AJ Rebollo rejoint le groupe américain de rock Bad Wolves.
Le 17 novembre 2023, le groupe annonce sa séparation et trois concerts d'adieu qui auront lieu en janvier 2024,,. Le 29 novembre 2023, trois dates supplémentaires sont ajoutées et Brian Butcher du groupe The Home Team est annoncé comme chanteur remplaçant pour tous les concerts d'adieu. Le 10 janvier 2024, le groupe sort le dernier single intitulé Since I Lost You avec le bassiste Skyler Acord au chant. Lors des deux derniers concerts d'adieu — tous deux à The Masquerade à Atlanta — l'ex-membre du groupe, Michael Bohn, chanteur impur, rejoint le groupe sur scène pour interpréter l'EP Black Diamonds dans son intégralité, ainsi que le single Hooligans, pendant la partie rappel du concert,. Le groupe enregistre les concerts d'adieu et sortira une sélection d'enregistrements de chansons sous la forme d'un album live double vinyle, Issues Forever, à la fin de l'été/début de l'automne 2024.

## Discographie

### Albums studio
- 2014 : Issues
- 2016 : Headspace
- 2019 : Beautiful Oblivion

### EP
- 2012 : Black Diamonds
- 2014 : Diamond Dreams